# Szabó Flóris
Szabó Imre Flóris (Dunaszentpál, 1925. október 28. – Győr, 1988. augusztus 2.) bencés szerzetes, főiskolai tanár, könyvtáros.

## Élete
A rendbe 1944. május 25-én lépett be, majd 1950. május 14-én fogadalmat tett, s 1951. július 22-én szentelték pappá. Az 1950-es években rendi kereteken kívül élt. Az Eötvös Loránd Tudományegyetem magyar irodalom-könyvtár szakán tanult, 1967-ben szerzett tanári diplomát. Pannonhalmán a gimnáziumban tanított. 1975-től haláláig a pannonhalmi Szent Gellért Hittudományi Főiskolán a patrológia tanára és főkönyvtáros volt. Cikkei az Irodalomtörténeti Közleményekben és a Magyar Könyvszemlében jelentek meg. Munkásságát 1988-ban posztumusz Szabó Ervin-emlékéremmel díjazták.

## Művei
- Források kódexeink halál-szövegéhez (Irod. tud. Közl., 1964)
- A huszita Biblia állítólagos patarén elemei (Irod. tud. Közl., 1966)
- A hóráskönyvek hatása kódexirodalmunkra (Irod. tud. Közl., 1967)
- A karthauziak olvasmányai pannonhalmi dokumentumok alapján (Magy. Könyvszle, 1981)
- A Pannonhalmi Főapátsági Könyvtár kézirat-katalógusa (Országos Széchényi Könyvtár. 1981. ISBN 963200101X)
- A pannonhalmi hóráskönyv I-II. (Helikon. 1982. ISBN 9632076419)
- Az ezeréves Pannonhalma (Levárdy Ferenccel, Győr, é. n.)
- Szt. Ágoston megtérése (Vigilia, 1987)
- Az ezeréves Pannonhalma (Levárdy Ferenccel együtt, Bencés Kiadó. 1992. ISBN 9637819061)
- "Így imádkozzatok!" Egyházatyák tanításai az imádságról és az Úr imádságáról; vál., ford. Szabó Flóris; Bencés, Pannonhalma, 1999 ISBN 9639226025